# Stefan Keller (Schriftsteller)
Stefan Keller (* 1967 in Aachen) ist ein deutscher Schriftsteller, Dozent und Storytellingcoach.

## Leben und Wirken
Der Sohn eines Apothekerehepaars wuchs in Aachen auf und absolvierte am Kaiser-Karls-Gymnasium sein Abitur. Anschließend studierte er Germanistik und Betriebswirtschaftslehre an der Universität Bonn.
Noch während seines Studiums arbeitete er als Freier Mitarbeiter in der Wirtschaftsredaktion der Deutschen Welle und anschließend als Dramaturg für ein Freies Theater. Seit 1994 machte er sich als Autor und Lektor selbstständig und berät derzeit Firmen und Institutionen vorwiegend aus der Medienbranche und der Startup-Szene als Coach für Storytelling. Darüber hinaus übernahm er verschiedene Dozentenstellen unter anderem an einer Volkshochschule und ist derzeit (2024) Lehrbeauftragter für Kreatives Schreiben an der Universität zu Köln und an der Heinrich-Heine-Universität Düsseldorf.
Keller schrieb bisher unter anderem Kriminalhörspiele und Fernsehshows, darunter für den Westdeutschen Rundfunk und den KiKA, sowie Drehbücher, Bühnenstücke, Kurzgeschichten und Anthologien. Des Weiteren übernahm er das Lektorat für die Werke anderer Autoren.
Als Buchautor verfasste Keller bisher zwei Stadtführer, zum einen über Kölner Persönlichkeiten, Lieblingsplätze und Veedelsgeschichten sowie zum anderen über und seine derzeitige Wahlheimat Düsseldorf. Schwerpunkt seines Schaffens bilden allerdings Kriminalromane, darunter die zwischen 2010 und 2015 erschienenen fünf Bände mit dem Kölner Privatdetektiv Marius Sandmann. Für seinen Düsseldorfer Kriminalfall „Das Ende aller Geheimnisse“ mit der ersten schwarzen Kriminalkommissarin Kamemba wurde Keller mit der Herzogenrather Handschelle für den besten Kriminalroman 2018 ausgezeichnet. Der Roman wurde darüber hinaus als Krimitipp im Bayerischen Rundfunk, Westdeutschen und Saarländischen Rundfunk beworben. 
Keller ist Mitglied im Syndikat, einem Verein zur Förderung deutschsprachiger Kriminalliteratur, in dem deutschsprachige Kriminalautoren organisiert sind.

## Schriften  (Auswahl)
- Kölner Kreuzigung. Gmeiner Verlag, 2010, ISBN 978-3-8392-1078-9
- Kölner Totenkarneval. Gmeiner Verlag, 2011, ISBN 978-3-8392-2779-4
- Kölner Persönlichkeiten. 66 Lieblingsplätze und 11 Veedelshistörchen. Gmeiner Verlag, 2012, ISBN 978-3-8392-1281-3
- Kölner Luden. Gmeiner Verlag, 2013, ISBN 978-3-8392-1378-0
- Kölner Grätsche. Gmeiner Verlag, 2014, ISBN 978-3-8392-1526-5
- Kölner Wahn. Gmeiner Verlag, 2015 ISBN 978-3-8392-1749-8
- Stirb, Romeo! Gmeiner Verlag, 2016, ISBN 978-3-8392-1979-9
- Das Ende aller Geheimnisse. Rowohlt Verlag, 2016, ISBN 978-3-4992-7249-3
- Düsseldorf, Porträt einer Stadt. Gmeiner Verlag, 2017, ISBN 978-3-8392-2007-8
- Schabowkis Zettel. Gmeiner Verlag, 2019, ISBN 978-3-8392-2395-6
- Vom Mythos zum Selfie. Wie wir uns die Welt erzählen. S. Marix Verlag, 2024, ISBN 978-3-7374-1232-2